# Xã Leonardsville, Quận Traverse, Minnesota
Xã Leonardsville (tiếng Anh: Leonardsville Township) là một xã thuộc quận Traverse, tiểu bang Minnesota, Hoa Kỳ. Năm 2010, dân số của xã này là 107 người.